# Grono (Szwajcaria)
Grono − miejscowość i gmina w południowo-wschodniej Szwajcarii, w kantonie Gryzonia, w regionie Moesa. Powstała 1 stycznia 2017 z połączenia gmin Leggia i Verdabbio.

## Demografia
W Grono mieszka 1513 osób. W 2020 roku 30,1% populacji gminy stanowiły osoby urodzone poza Szwajcarią. 

## Transport
Przez teren gminy przebiegają autostrada A13 oraz droga główna nr 13.